# Santiago Charamoni
Santiago Charamoni, vollständiger Name Santiago Nicolás Charamoni Ferreira, (* 28. Januar 1994 in Tacuarembó) ist ein uruguayischer Fußballspieler.

## Karriere

### Verein
Der 1,86 Meter große, aus Tacuarembó stammende Stürmer Charamoni spielte in der Jugend für den Verein Progreso in seinem Heimatdepartamento. Er steht mindestens seit der Saison 2013/14 in Reihen des uruguayischen Erstligisten Defensor. Bis zum Abschluss der Clausura 2014 wurde er dort in zwei Spielen der in der Primera División eingesetzt. Ein Tor erzielte er nicht. In der Apertura 2014 folgte kein weiterer Erstligaeinsatz. Mitte Januar 2015 wurde er an den Erstligisten Club Atlético Atenas ausgeliehen, für den er bis Saisonende drei Tore bei sieben Erstligaeinsätzen schoss. Nach dem Abstieg am Saisonende kehrte er zu Defensor zurück. Ende Juli 2016 schloss er sich dem Zweitligisten Central Español an und traf dort in der Saison 2016 bei neun Zweitligaeinsätzen zweimal ins gegnerische Tor. Mitte Februar 2017 verpflichtete ihn der Tacuarembó FC. Bislang (Stand: 23. Juli 2017) bestritt er für die Norduruguayer fünf Zweitligaspiele und schoss zwei Tore.

### Nationalmannschaft
Charamoni war Mitglied der uruguayischen U-17-Nationalmannschaft, die bei der U-17-Weltmeisterschaft 2011 erst im Finale gegen Mexiko unterlag und somit Vize-Weltmeister wurde. Im Verlaufe des Turniers bestritt er vier Spiele und erzielte einen Treffer.

### Erfolge
- U-17-Vize-Weltmeister 2011